# Rade Krunić
Rade Krunić (7. říjen 1993 Foča, Bosna a Hercegovina) je fotbalista z Bosny a Hercegoviny hrající od září roku 2024 za srbskou klub Crvenu zvezdu. Také je členem reprezentace Bosny a Hercegoviny.

## Přestupy
Zdroj:
- z Sutjeska Foča do Donji Srem zadarmo
- z Donji Srem do Hellas Verona FC zadarmo
- z Verona do Donji Srem (hostování)
- z Verona do Borac Čačak zadarmo
- z Borac Čačak do Empoli zadarmo
- z Empoli do Milán za 8 600 000 Euro
- z Milán do Fenerbahçe za 475 000 Euro (hostování)
- z Milán do Fenerbahçe za 3 500 000 Euro
- z Fenerbahçe do Crvena zvezda zadarmo

## Kariéra

### Klubová
Fotbalově vyrůstal ve svém rodném týmu FK Sutjeska Foča, než se přestěhoval do srbského FK Donji Srem. V létě 2014 byl registrován v italské Veroně, která jej nechala FK Donji Srem. V lednu 2015 se měl vrátit do Itálie, ale raději zůstal a klub musel zaplatit pokutu. V roce hrál 2015 již za FK Borac Čačak.
Dne 30. června 2015 podepsal smlouvu na tři roky italské Empoli. Svůj debut si odbyl následujícího 4. října při domácí výhře 1:0 proti Sassuolu a první branku vstřelil 24. října při výhře proti Janovu (2:0). Celkem odehrál v sezoně 16 utkání a zachránil klub od sestupu. V následující sezoně již patřil mezi důležité hráče a i díky 32 utkání do kterých nastoupil a vstřelil 2 branky, nezachránil klub od sestupu.
Sezona 2017/18 byla pro něj skvělá. Pomohl klubu vyhrát 2. ligu a slavil tak postup do nejvyšší ligy. Odehrál 36 utkání a vstřelil 4 branky. Sezona 2018/19 opět patřil mezi důležité hráče a vstřelil 5 branek, ale i tak sestoupil zpět do 2. ligy. Po skvělé odehrané sezoně o něj projevil zájem Milán a v létě jej koupil.
Dne 8. července 2019 byl oficiálně schválen jeho prodej za 8 600 000 Euro a podepsal pětiletou smlouvu. První utkání odehrál 29. září proti Fiorentině (1:3). První branku vstřelil ve druhé sezoně 22. října 2020 v utkání základní skupině EL na hřišti Celticu (3:1). V lize odehrál 25 utkání a pomohl týmu k 2. místu, jen dva body od mistra. V sezóně 2021/22 přispěl k titulu po 11 letech, když odehrál 28 utkání v lize. Ve stejné sezoně odehrál své první zápas v LM i když skončil v základní skupině. Po celou sezónu prokazuje velkou flexibilitu a adaptabilitu, často hraje jako záložník a někdy i jako útočný záložník. V září 2022 prodloužil smlouvu do roku 2025 a i díky němu s klubem došel do semifinále LM.

### Reprezentační
Za národní tým nastoupil poprvé 3. června 2016 proti Dánsku (2:2). První branku vstřelil 23. března 2019 proti Arménii (2:1).

## Statistika
| Sezóna               | Klub                 | Liga                 | Liga   | Liga | Ligové poháry | Ligové poháry | Ligové poháry | Kontinentální poháry | Kontinentální poháry | Kontinentální poháry | Celkem | Celkem |
| Sezóna               | Klub                 | Soutěž               | Zápasy | Góly | Soutěž        | Zápasy        | Góly          | Soutěž               | Zápasy               | Góly                 | Zápasy | Góly   |
| -------------------- | -------------------- | -------------------- | ------ | ---- | ------------- | ------------- | ------------- | -------------------- | -------------------- | -------------------- | ------ | ------ |
| 2012/13              | Sutjeska Foča        | 2. liga              | 15     | 3    | -             | 0             | 0             | -                    | 0                    | 0                    | 15     | 3      |
| 2013                 | Donji Srem           | 2. liga              | 13     | 2    | SP            | 0             | 0             | -                    | 0                    | 0                    | 13     | 2      |
| 2013/14              | Donji Srem           | 2. liga              | 27     | 3    | SP            | 3             | 0             | -                    | 0                    | 0                    | 30     | 3      |
| 2014/15              | Donji Srem           | 2. liga              | 11     | 1    | SP            | 1             | 0             | -                    | 0                    | 0                    | 12     | 1      |
| Celkem za Donji      | Celkem za Donji      | Celkem za Donji      | 51     | 6    | -             | 4             | 0             | -                    | 0                    | 0                    | 55     | 6      |
| 2015                 | Borac Čačak          | 2. liga              | 13     | 2    | SP            | 0             | 0             | -                    | 0                    | 0                    | 13     | 2      |
| 2015/16              | Empoli               | Serie A              | 15     | 1    | IP            | 1             | 0             | -                    | 0                    | 0                    | 16     | 1      |
| 2016/17              | Empoli               | Serie A              | 32     | 2    | IP            | 1             | 0             | -                    | 0                    | 0                    | 33     | 2      |
| 2017/18              | Empoli               | Serie B              | 36     | 4    | IP            | 0             | 0             | -                    | 0                    | 0                    | 36     | 4      |
| 2018/19              | Empoli               | Serie A              | 33     | 5    | IP            | 1             | 0             | -                    | 0                    | 0                    | 34     | 5      |
| Celkem za Empoli     | Celkem za Empoli     | Celkem za Empoli     | 116    | 12   | -             | 3             | 0             | -                    | 0                    | 0                    | 119    | 12     |
| 2019/20              | Milán                | Serie A              | 15     | 0    | IP            | 3             | 0             | -                    | 0                    | 0                    | 18     | 0      |
| 2020/21              | Milán                | Serie A              | 25     | 1    | IP            | 1             | 0             | EL                   | 12                   | 1                    | 38     | 2      |
| 2021/22              | Milán                | Serie A              | 28     | 0    | IP            | 3             | 0             | LM                   | 4                    | 0                    | 35     | 0      |
| 2022/23              | Milán                | Serie A              | 23     | 0    | IP+IS         | 0+0           | 0+0           | LM                   | 11                   | 1                    | 34     | 1      |
| 2023/24              | Milán                | Serie A              | 10     | 0    | IP            | 0             | 0             | LM                   | 4                    | 0                    | 14     | 0      |
| Celkem za Milán      | Celkem za Milán      | Celkem za Milán      | 101    | 1    | -             | 7             | 0             | -                    | 31                   | 2                    | 139    | 3      |
| 2024                 | Fenerbahçe           | Süper Lig            | 12     | 0    | TP            | 2             | 0             | EKL                  | 3                    | 0                    | 17     | 0      |
| srpen-září 2024      | Fenerbahçe           | Süper Lig            | 1      | 0    | TP            | 0             | 0             | LM                   | 3                    | 0                    | 4      | 0      |
| Celkem za Fenerbahçe | Celkem za Fenerbahçe | Celkem za Fenerbahçe | 13     | 0    | -             | 3             | 0             | -                    | 6                    | 0                    | 22     | 0      |
| 2024/25              | Crvena zvezda        | Superliga            | 6      | 0    | SP            | 1             | 0             | LM                   | 5                    | 1                    | 12     | 1      |
| Celkově              | Celkově              | Celkově              | 315    | 24   | -             | 17            | 0             | -                    | 42                   | 3                    | 374    | 27     |

## Úspěchy
- vítěz 1. italské ligy (1x)

Milán: 2021/22
- vítěz srbské ligy (1x)

Crvena zvezda: 2024/25
- vítěz 2. italské ligy (1x)

Empoli: 2017/18
- vítěz srbského poháru (1x)

Crvena zvezda: 2024/25